# Christian Blum
Christian Blum (ur. 10 marca 1987 w Neubrandenburgu) – niemiecki lekkoatleta specjalizujący się w biegach sprinterskich.
Brązowy medalista mistrzostw Europy do lat 19 w sztafecie z Kowna. Półfinalista juniorskiego światowego czempionatu z Pekinu (2006).
Na tej samej fazie zmagań zakończył występ w halowych mistrzostwach Europy oraz na młodziezowych mistrzostwach Europy (2007). Półfinalista seniorskich mistrzostw Starego Kontynentu z Barcelony (2010). W 2011 uczestnik halowych mistrzostw Europy w Paryżu, a w kolejnym roku wystąpił na halowym czempionacie globu w Stambule. Srebrny medalista mistrzostw Europy z Pragi (2015).
Wielokrotny złoty medalista mistrzostw Niemiec oraz reprezentant kraju na drużynowych mistrzostwach Europy.

## Osiągnięcia
| Rok  | Impreza                                 | Miejsce    | Konkurencja             | Lokata     | Wynik |
| ---- | --------------------------------------- | ---------- | ----------------------- | ---------- | ----- |
| 2005 | Mistrzostwa Europy juniorów             | Kowno      | bieg na 100 metrów      | półfinał   | 10,93 |
| 2005 | Mistrzostwa Europy juniorów             | Kowno      | sztafeta 4 × 100 metrów | 1. miejsce | 33,90 |
| 2006 | Mistrzostwa świata juniorów             | Pekin      | bieg na 100 metrów      | półfinał   | 10,59 |
| 2006 | Mistrzostwa świata juniorów             | Pekin      | sztafeta 4 × 100 metrów | –          | DNF   |
| 2007 | Halowe mistrzostwa Europy               | Birmingham | bieg na 60 metrów       | półfinał   | 6,66  |
| 2007 | Młodzieżowe mistrzostwa Europy          | Debreczyn  | bieg na 100 metrów      | półfinał   | 10,48 |
| 2007 | Młodzieżowe mistrzostwa Europy          | Debreczyn  | bieg na 200 metrów      | –          | DNF   |
| 2007 | Młodzieżowe mistrzostwa Europy          | Debreczyn  | sztafeta 4 × 100 metrów | –          | DNF   |
| 2009 | Młodzieżowe mistrzostwa Europy          | Kowno      | sztafeta 4 × 100 metrów | 7. miejsce | 40,06 |
| 2010 | Superliga drużynowych mistrzostw Europy | Bergen     | sztafeta 4 × 100 metrów | 3. miejsce | 39,07 |
| 2010 | Mistrzostwa Europy                      | Barcelona  | bieg na 100 metrów      | półfinał   | 10,69 |
| 2011 | Halowe mistrzostwa Europy               | Paryż      | bieg na 60 metrów       | eliminacje | 6,80  |
| 2012 | Halowe mistrzostwa świata               | Stambuł    | bieg na 60 metrów       | półfinał   | 6,79  |
| 2014 | Superliga drużynowych mistrzostw Europy | Brunszwik  | sztafeta 4 × 100 metrów | 2. miejsce | 38,88 |
| 2015 | Halowe mistrzostwa Europy               | Praga      | bieg na 60 metrów       | 2. miejsce | 6,58  |

## Rekordy życiowe
- Bieg na 60 metrów (hala) – 6,56 (2009 i 2015)
- Bieg na 100 metrów – 10,20 (2014)
- Bieg na 200 metrów (stadion) – 20,85 (2007)
- Bieg na 200 metrów (hala) – 21,37 (2007)